# Styrbjörn Warelius
Styrbjörn Karl-Gustaf Warelius, född 3 september 1919 i Stockholm, död 18 januari 2011 i Degeberga i Skåne, var en svensk byggnadsingenjör, målare och tecknare.
Han var son till Stellan Warelius och Anna Gyllencrantz och gift med Birgit Hasselström. Efter sin utbildning till byggnadsingenjör studerade han konst vid Grünewalds målarskola och senare fortsatte han sina konststudier 1946 för André Lhote i Paris han bedrev dessutom självstudier under resor till Medelhavsländerna och Afrika. Tillsammans med Bengt Alwo och Franz Loquist ställde han ut på Hornsplans konstsalong 1948. Separat ställde han ut i bland annat Alingsås och Östersund. Han medverkade dessutom i ett flertal samlingsutställningar med provinsiell konst. Hans konst består av figurer, stadsmotiv och landskapsskildringar i ett kubiserande och halvabstrakt formspråk utförda i olja eller gouache.   